# Kalınbayat, Şanlıurfa
Kalınbayat là một xã thuộc thành phố Şanlıurfa, tỉnh Şanlıurfa, Thổ Nhĩ Kỳ. Dân số thời điểm năm 2011 là 571 người.